# Scott A. Mori

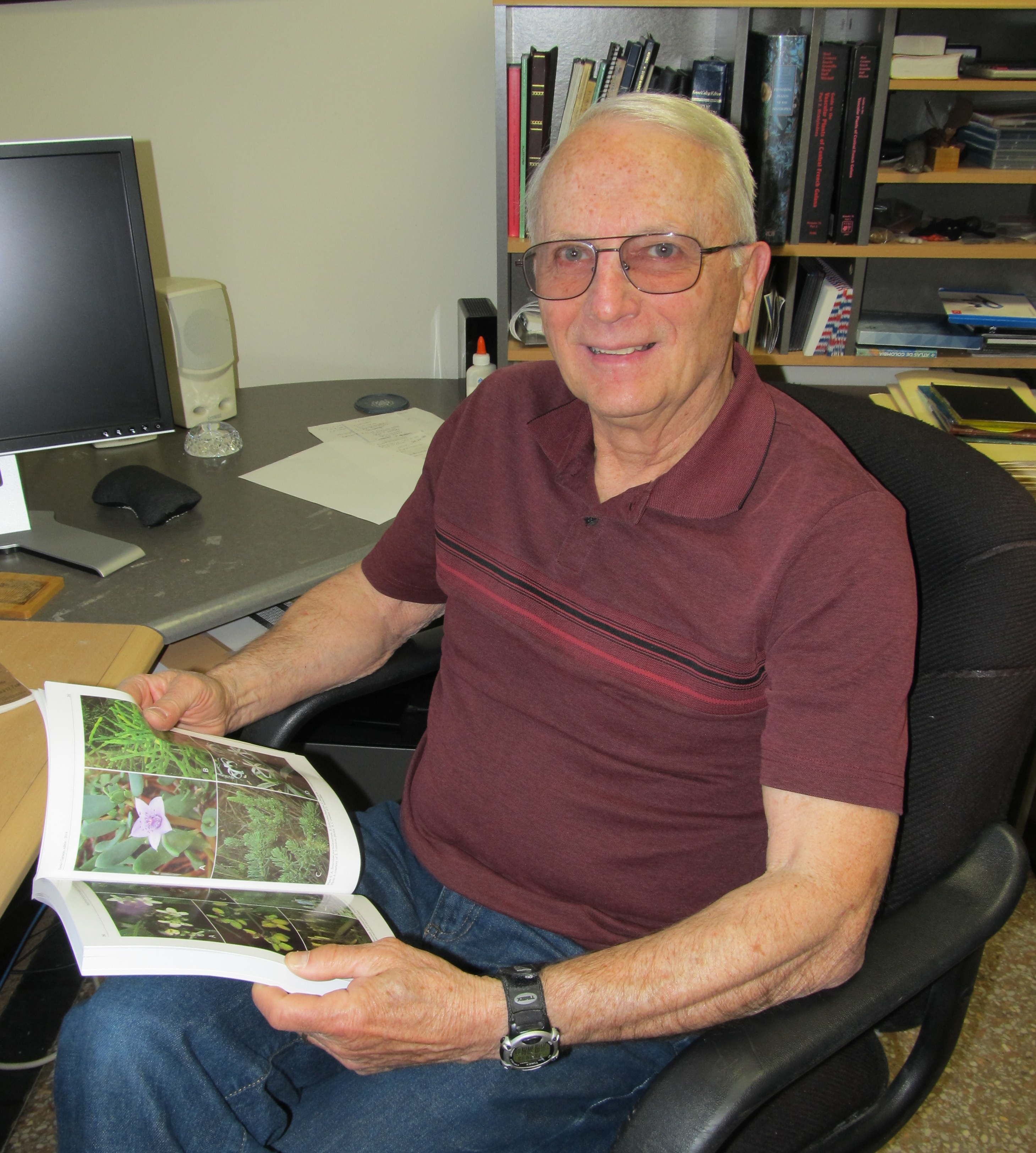
Scott A. Mori, oct 2015.

Scott A. Mori (Janesville, Wisconsin, 1941-c. 19 de agosto de 2020 ) fue un botánico estadounidense que estudió la taxonomía y ecología de los árboles de los trópicos, en concreto la familia de las Lecythidaceae –castaña de Brasil–  entre 1975 y 2014.

## Biografía
Fue curador de Botánica, en el Jardín Botánico de Nueva York. Se doctoró Ph.D. en la Universidad de Wisconsin en 1974 defendiendo la tesis: Estudios Taxonómicos y Anatómicos de Gustavia L. (Lecythidaceae). En Wisconsin fue asesor junto a Hugh H. Iltis. Fue experto en sistemática y ecología de Lecythidaceae, neotropicales, y en la florística amazónica y de las Guyana, estudios que inició en 1975. Durante sus estudios viajó a México y América Central, debido a la valoración de sus investigaciones se asoció con Ghillean Prance botánico que también estudiaba las Lecythidaceae neotropicales, esta colaboración se mantuvo hasta  2014 años en que el Mori  se retiró.
A lo largo de sus años de investigación recopiló un herbario de cerca de 27 000 especímenes . Reunió también lianas y árboles de la Amazonia, las Guayanas y Brasil.

## Publicaciones
Escribió más cerca de ciento treinta artículos científicos, publicó una docena de libros y fue autor de varios artículos en blogs.
- Tropical Plant Collecting: From the Field to the Internet (2011).

## Becas y galardones
- 2007. American Society of Plant Taxonomists. Medalla Asa Gray por contribuciones en botánica sistemática.[2]
- Medalla Engler de plata otorgada por la Asociación Internacional de Taxonomía Vegetal.[2]
- 2007. Medalla David Fairchild concedida por el Jardín Botánico Tropical Nacional.[2]
- La abreviatura «S.A.Mori» se emplea para indicar a Scott A. Mori como autoridad en la descripción y clasificación científica de los vegetales.[4]